# Mračov
Mračov je malá vesnice, část obce Kadov v okrese Strakonice v Jihočeském kraji. Nachází se asi tři kilometry východně od Kadova. Je zde evidováno 16 adres. V roce 2011 zde trvale žilo sedm obyvatel.
Mračov je také název katastrálního území o rozloze 1,39 km².

## Historie
První písemná zmínka o vesnici pochází z roku 1713.

## Obyvatelstvo
| Rok            | 1869 | 1880 | 1890 | 1900 | 1910 | 1921 | 1930 | 1950 | 1961 | 1970 | 1980 | 1991 | 2001 | 2011 | 2021 |
| -------------- | ---- | ---- | ---- | ---- | ---- | ---- | ---- | ---- | ---- | ---- | ---- | ---- | ---- | ---- | ---- |
| Počet obyvatel | 74   | 76   | 83   | 76   | 72   | 76   | 76   | 44   | 44   | 30   | 26   | 6    | 9    | 7    | 14   |
| Počet domů     | 14   | 15   | 15   | 16   | 16   | 16   | 16   | 16   | 16   | 13   | 11   | 14   | 17   | 17   | 17   |

## Obecní správa
Při sčítání lidu v letech 1850–1963 Mračov byl osadou obce Vrbno v okrese Blatná. Od roku 1964 je částí obce Kadov v okrese Strakonice.

## Další fotografie

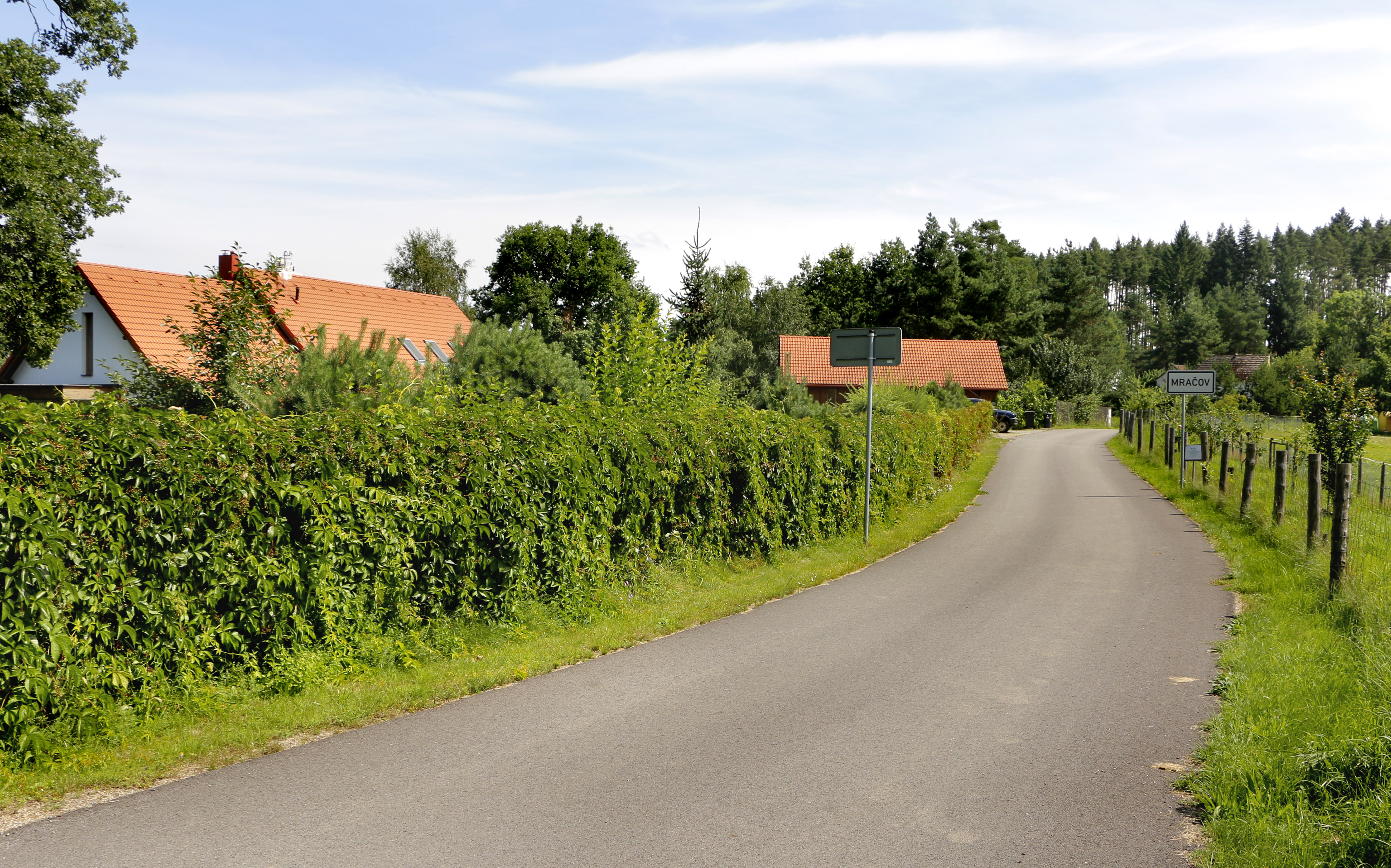
Severní část vesnice
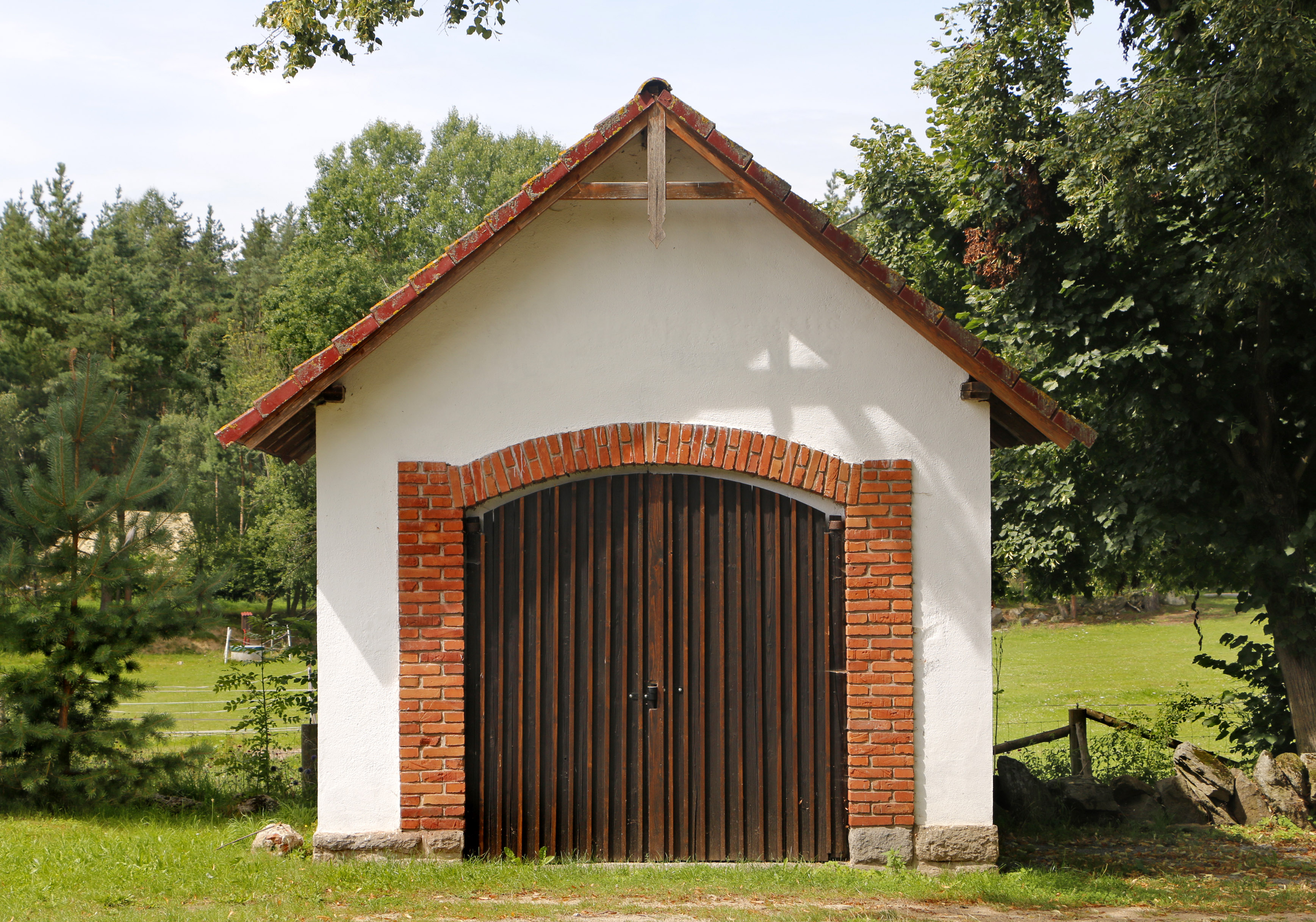
Bývalá hasičárna
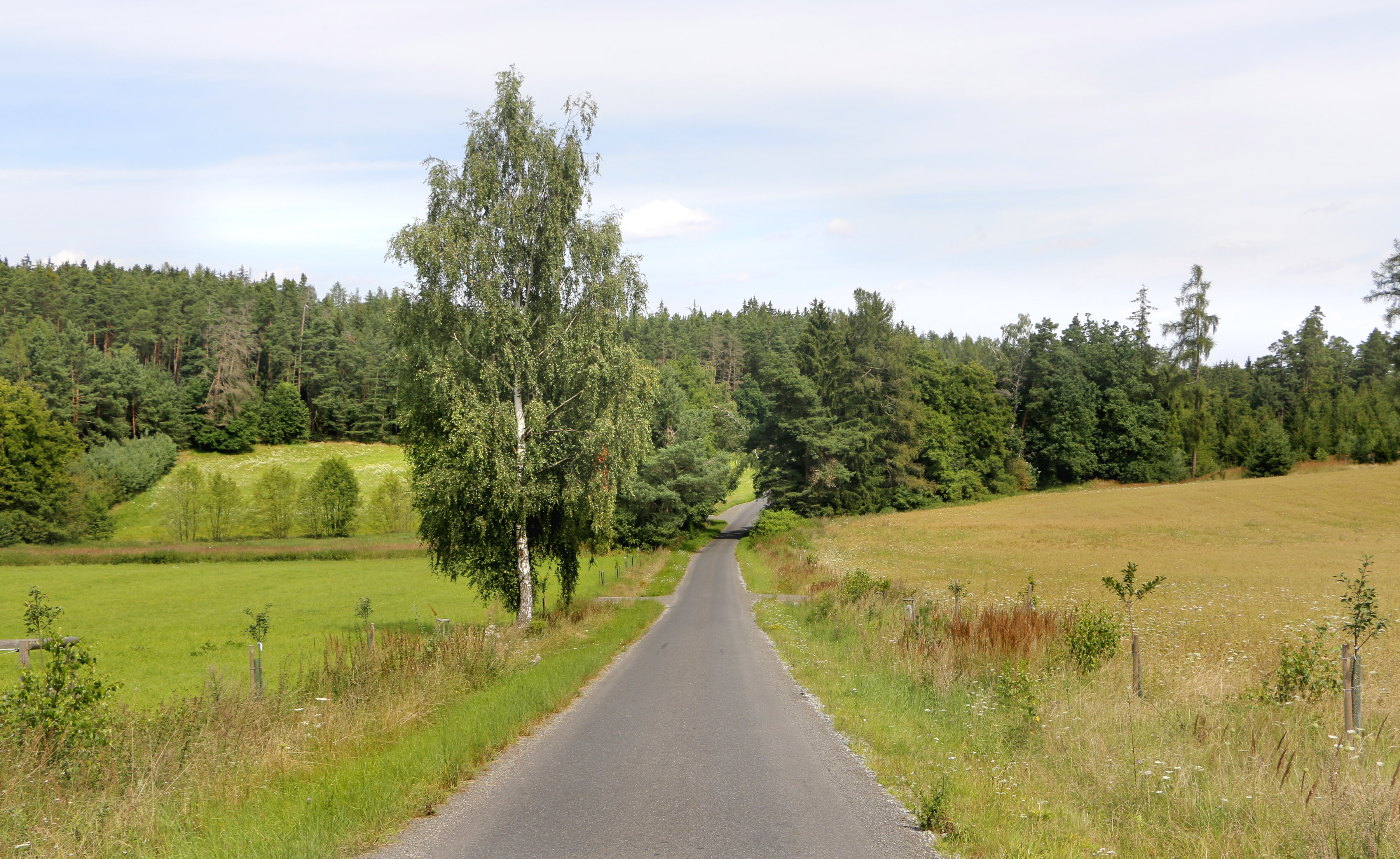
Cesta ke vsi
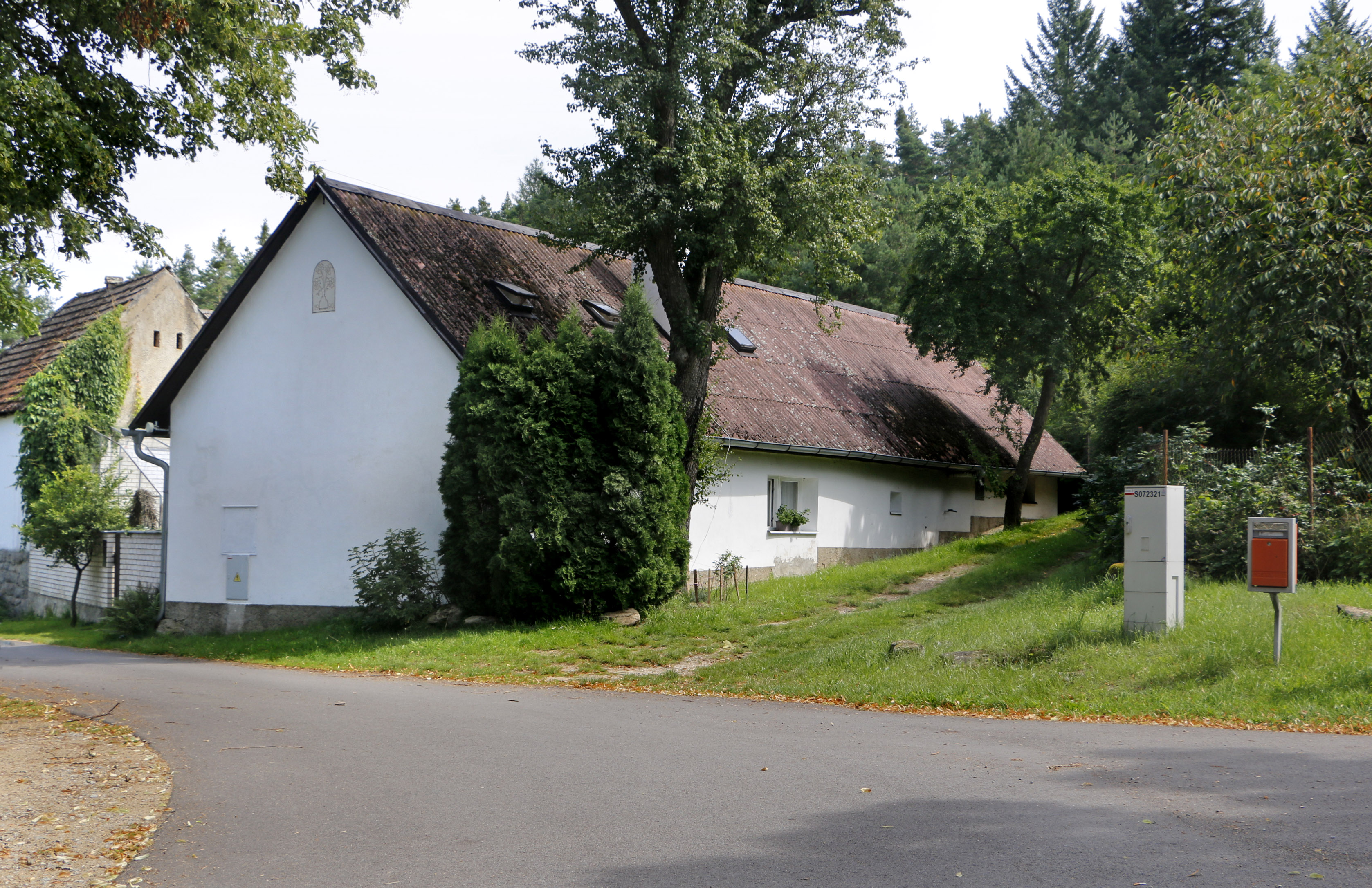
Dům čp. 8